# Roberto Zandonella
Roberto Zandonella   (Comelico Superiore, 14 d'abril de 1944) és un pilot de bob italià, ja retirat, que va competir durant les dècades de 1960 i 1970.
El 1968 va prendre part en els Jocs Olímpics d'Hivern de Grenoble, on va guanyar la medalla d'or en la prova de bobs a 4 del programa de bob. Formà equip amb Eugenio Monti, Luciano de Paolis i Mario Armano. Quatre anys més tard, als Jocs de Sapporo, fou vuitè en la mateixa prova.
En el seu palmarès també destaquen una medalla d'or i una de plata al Campionat del món de bob.